# EA Seattle
EA Seattle war ein amerikanisches Entwicklungsstudio für Computerspiele, das 1982 als Manley & Associates in Issaquah gegründet wurde. Gründer waren der Programmierer Ivan Manley und seine Ehefrau. 1996 wurde das Studio vom amerikanischen Spielepublisher Electronic Arts übernommen und in Electronic Arts Seattle umbenannt. 1997 zog das Studio in das benachbarte Bellevue um. Zusammen mit EA Canada zeichnet das Unternehmen für die Special Edition von The Need for Speed sowie für die beiden Spiele Need for Speed II, Need for Speed III: Hot Pursuit und Need for Speed: Brennender Asphalt verantwortlich. 
Das Unternehmen war auch allein für die Entwicklung des MMO-Rennspiels Motor City Online verantwortlich, das 2001 auf den Markt kam. 2002 kam mit Need for Speed: Hot Pursuit 2 der letzte Titel unter Beteiligung des Studios auf den Markt. Kurz vor der Veröffentlichung wurde das Studio wegen seiner geringen Größe geschlossen und die Hälfte der verbliebenen 40 Mitarbeiter an den EA-Standort in Vancouver verlegt.

## Veröffentlichte Titel
- 1987: Shanghai (Apple-IIGS-Portierung)
- 1987: Aliens: The Computer Game (Apple-II-Portierung)
- 1988: Hometown, U.S.A. (DOS, Mac OS, Apple II/GS, C64, Amiga, FM Towns)
- 1988: Pharaoh’s Revenge (DOS, Apple II, C64)
- 1989: The Third Courier (DOS, Amiga, Apple IIGS, Atari ST)
- 1989: The Fool’s Errand (DOS-Portierung)
- 1990: At the Carnival (DOS-Portierung)
- 1991: Home Alone (DOS, Amiga)
- 1991: Paperboy 2 (Game-Gear-Portierung)
- 1991: Are We There Yet?
- 1991: Ninja Gaiden 2: The Dark Sword of Chaos (DOS-Portierung)
- 1992: Night Creatures (PC Engine)
- 1992: Home Alone 2: Lost in New York (DOS)
- 1992: Storybook Weaver
- 1993: Super Conflict (SNES)
- 1993: The Wizard of Oz (SNES)
- 1993: Pink Goes to Hollywood (SNES, Mega Drive)
- 1993: An American Tail: The Computer Adventures of Fievel and His Friends (DOS)
- 1993: DinoPark Tycoon (3DO)
- 1993: My Own Stories
- 1994: Wolf (DOS)
- 1994: King Arthur & the Knights of Justice (SNES)
- 1994: WildSnake (SNES-Portierung)
- 1995: Lion (DOS)
- 1996: The Need for Speed: Special Edition
- 1997: Need for Speed 2
- 1998: Need for Speed 3: Hot Pursuit
- 1998: World Cup 98
- 1999: Need for Speed: Brennender Asphalt
- 1999: Deer Hunt Challenge
- 2000: Championship Bass
- 2000: Ultimate Hunt Challenge Pack
- 2001: Motor City Online (Windows)
- 2002: Need for Speed: Hot Pursuit 2
- 2002: Matt Hayes’ Fishing (Windows)